# 聖恩南和聖科倫巴主教座堂
聖恩南和聖科倫巴主教座堂（英語：Cathedral of St. Eunan and St. Columba）是位於愛爾蘭共和國多尼戈爾郡城市萊特肯尼的一座羅馬天主教的主教座堂，修建於1890年至1900年期間，是多尼戈爾郡唯一的一座天主教的主教座堂。教堂的外觀為新哥特式建築，其風格高聳削瘦，以卓越的建築技藝表現了神秘、哀婉、崇高的強烈情感。

## 外部連結
- Letterkenny Guide: St. Eunan's Cathedral （页面存档备份，存于）

54°57′01″N 7°44′24″W / 54.95028°N 7.74000°W